# 功夫灌籃
《功夫灌籃》是由朱延平导演的动作喜剧电影。于2008年2月6日在台灣上映，2008年2月7日在中国大陆地区上映。周杰倫、曾志偉、蔡卓妍領銜主演。

## 剧情
方世杰（周杰倫飾）自小在功夫學校長大，一次遇到街頭流浪的立叔。立叔（曾志偉飾）遂以方世杰尋親之名，推方世杰入第一大學籃球隊發揮才能。方世杰一入籃球隊，便愛上莉莉（蔡卓妍飾），而莉莉暗恋蕭嵐（陳楚河飾），二人有了矛盾，但後來慢慢成为通力合作、共同战斗的队友。這時第一大学籃球隊遇上了火球队，火球队不僅賄賂裁判，更把第一大學的球員當成活靶，把他們折磨得落花流水。
歷經千辛萬苦，第一大学籃球隊終於獲勝了，而賄賂裁判的火球隊及破壞籃球比賽的幕後黑手，也最終露出真實面目。在結尾，方世杰終於找到他的親人，但仍選擇跟立叔一起生活並計畫去參加奧運。至於方世杰跟莉莉的關係發展，在結尾以一句莉莉對方世杰說“甚麼時候要帶我去吃冰淇淋”的開放式結局供觀眾去想像。

## 演員
| 演員   | 角色                    | 備註 |
| 周杰倫 | 方世傑 粤语配音：王祖藍 | 見義勇為，好打不平！有「中投」的神技 |
| 曾志偉 | 立 叔                   | 街頭討生活，處世圓滑投機，小處鑽營，大處拍馬逢迎                                                                                               |
| 蔡卓妍 | 丁莉莉                  | 世傑愛慕的女生，籃球隊隊長丁偉的妹妹，熱愛籃球，心儀的對象是籃球風雲健將蕭嵐，在世傑與蕭嵐之間有著微妙曖昧的三角關係                           |
| 陳柏霖 | 丁 偉                   | 莉莉的哥哥，第一大學籃球隊隊長，雖有身手，因一次隊員叛變被徹底擊敗，變得頹廢消沉，時時買醉逃避。變身史瑞克裡的史瑞克和花田少年史裡的花田壽枝。 |
| 陳楚河 | 蕭 嵐                   | 莉莉暗戀的男生，第一大學籃球隊的風雲人物，帥氣無比                                                                                             |
| 王 剛  | 王 標                   | 功夫大學校長，為人圓滑，被畢天豪收買 |
| 吳孟達 | 吳師傅                  | 武當第26代掌門的老師，喜歡結交紅顏知己 |
| 吳宗憲 | 吳 稽、記 者            | 撿到世傑的流浪漢，實為功夫高手 |
| 陳 辰  | 酒吧老闆娘              | 中國風調酒演員 |
| 梁家仁 | 飛師傅                  | |
| 曾 江  | 王億萬                  | 世傑生父，億萬富翁，已時日不多。 |
| 高 雄  | 大師父                  | |
| 黃 渤  | 黃師傅                  | 世傑的師傅群之一 |
| 李立群 | 畢天豪                  | 議員，第一大學盃籃球比賽的幕後黑手。 |
| 閆 妮  | 妮師傅                  | |
| 李壁全 | 阿 榮                   | |
| 徐以祥 | 阿 貴                   | |
| 譚俊彥 | 阿 虎                   | 畢天豪的手下，後來叛變。 |
| 劉畊宏 | 李 天                   | 原第一大學的球員，因與丁偉理念不合離開，並帶走大多主力球員，創立火球隊。在過去曾擊敗第一大學過。                                               |
| 黃一飛 | 周校長                  | |
| 张立威 | 阿 威                   | |
| 郑晓慧 | 阿 寶                   | |
| 王小龙 | 世杰童年                | |
| 梁皓贻 | 小白脸                  | |
| 彭 波  | 基 佬                   | |
| 雪 儿  | 老板娘、吸血女          | |
| 虞 琦  | 李 怡(萧岚女友)         | |
| 张 阑  | 萧岚母                  | |
| 苏 得  | 萧岚父                  | |
| 毛 坚  | 裁判甲                  | |
| 甘婷婷 | 女学生甲                | |
| 刘 忆  | 女学生乙                | |
| 蒲 浦  | 女学生丙                | |
| 林暐恆 | 友对队长                | |
| 赵婉亦 | 敞篷车美女              | |
| 张瑞竹 | 张律师                  | |
| 曾子奇 | 女记者甲                | |
| 刘 帅  | 电视记者                | |
| 杨憬若 | 电视记者                | |
| 马 玲  | 电视记者                | |
| 张可昕 | 女记者乙                | |
| 王 怡  | 魔鬼酒吧被吸血的女生    | |
| 李文龙 | 毕天豪手下              | |
| 孙国民 | 毕天豪手下              | |
| 赵小东 | 毕天豪手下              | |
| 姚小龙 | 毕天豪手下              | |
| 董智芝 | 等车女士                | |
| 许 俊  | 篮球队员                | |
| 李晓辰 | 篮球队员                | |
| 陈旭俊 | 篮球队员                | |
| 徐余庆 | 篮球队员                | |
| 韩盛伟 | 篮球队员                | |
| 彭悦伟 | 篮球队员                | |
| 冯 铮  | 篮球队员                | |
| 殷 鹏  | 篮球队员                | |
| 伊理夏 | 篮球队员                | |
| 许天紫 | 篮球队员                | |
| 顾希欣 | 篮球队员                | |
| 余晓军 | 篮球队员                | |
| 张朝阳 | 篮球队员                | |
| 施 翔  | 篮球队员                | |
| 陈旭俊 | 篮球队员                | |
| 张一帆 | 篮球队员                | |
| Benny  | 篮球队员                | |
| 黄根千 | 火球队                  | |
| 于 洪  | 火球队                  | |
| 张文俊 | 火球队                  | |
| 张 奕  | 火球队                  | |
| 张玉申 | 阿虎手下                | |
| 于小龙 | 阿虎手下                | |
| 段训杰 | 阿虎手下                | |
| 曹 坡  | 阿虎手下                | |
| 吴建平 | 阿虎手下                | |
| 张 杰  | （客串）                | |
| 宋 彰  | （客串）                | |
| 黃健翔 | （客串）                | |

## 歌曲
- 主题曲《周大侠》词: 方文山曲: 周杰伦 演唱人: 周杰伦 杜国璋
- 插曲: 战舞 词/曲 沈懿 演唱人: 沈懿
- 音乐: 吉川 清
- 插曲: 国吉 良一

## 製作團隊

### 影片制作
- 出品人：任仲伦 吴敦 杨受成
- 监制：许朋乐 皮建鑫 利雅博
- 总策划：汪天云 姚奇伟
- 策划：傅文霞 张小萍
- 导演：朱延平
- 动作导演：程小东
- 摄影指导：赵小丁
- 艺术总监：奚仲文
- 服装指导：陈顾方
- 音响效果：杜笃之
- 剪接指导：陈博文赵小丁
- 音乐制作：石川光
- 主题音乐：洪敬尧
- 顾问：杉山义彦
- 特效指导：Jon Cowley Phil Jones
- 特效总监：蒋燕鸣
- 编剧：朱延平 林超荣 王宥蓁
- 海报设计：刘开工作室 单露露 戴晓明
- 平面艺术指导：蔡荣丰
- 联合策划：宋继高 程雪钧
- 宣传策划：许昉
- 执行制片：张建民 郁康雄
- 统筹：尹剑华 朱斌
- 平面艺术指导：蔡荣丰
- 视觉艺术指导：刘开
- 外联制片：杨斌 袁培华
- 制片：林楚雄 藐乾坤 俞亚强
- 剧务：郭凤涛
- 财务：宋凯 赵君 马龙
- 宣传主管：韩允中 林宏杰 汪洁华
- 第一副导演：李芳
- 第二副导演：刘潇
- 助理导演：李科
- 演员副导：刘雨 廖俊
- 副导助理：张璞 陈后 周燕英
- 场记：鲁丹
- 摄影师：林辉素 谢泽
- 助理摄影：宋德华 李健 郭振法 找颗文 李朋 张云童 李超峰 刘伟波 于飞
- 机械员：周俊 林志华 孙银昌
- 花絮拍摄助理：徐季伟 顾勇
- 灯光师：门长海
- 灯光助理：张军 刘明 康中丽 刘杰 赵颗章 李金拴 郭银生 金红敏 轩新智 刘赖
- 化妆师：蔡彦箐
- 发行师：杨顺明
- 化妆助理：蔡宝华 李利 石润玲 贾准 陈章青 任辉
- 服装助理：欧阳霞
- 服装：曲雅波 黄建湘 罗进兰 邓婧 蒋为新 小郭 靳巨凯
- 美术指导：刘敏雄
- 副美术指导：梁启民
- 绘图员：钟启杰
- 美术组长：商寻欢 农孟庭
- 道具组长：周敏
- 现场道具：容锦伟 舒德 金朝龙 金朝阳 程丰收 覃雪峰 金永 广延军 王玉书 孟祥华 徐国强 王利华 郭加明 朱伟生 汪国全 齐贵 葛惠强 卢汉根 刘攀 刘林 胡月保 王傅顶 谭秀明 王利华 郭家明 许国强
- 现场制片：吴余光
- 现场剧务：周汉鹏
- 剧务：张元报 李先兵 高文举 何慧涛 王祥瑞 郭武举 周曾贵 荆玉群 陈凤有 黄建海 关永峰 王振前 包现玉 阳帅 周树武 侔士华 朱平 陈永 孙后成
- 副武术指导：黄铭健
- 武术：夏彬 陈呵 孙勇 郭志国 张静波 胡腾绞 史喜彪 王华 杨帅 宋广明 石占利
- 视频：杨前斌
- 剧照：杨鸿坤
- 现场剪辑：周茂杰
- 公关：吕志虔 李菲
- 后期制片：度宗民
- 后期副导：杨兰芝
- 后期剪接：翁玉鸿

### 音乐制作
- 音乐：吉川清
- 插曲：国吉良一
- 录音工程师：大野映彦
- 国语对白：林顺郎
- 粤语对白：王蕙君
- 对白剪接：郭礼杞 刘小草 吴书伟 李伊琪
- 录音师：许宬伟 朱仕宜
- 录音：许正一 吴榛畛
- 音效剪接：郭礼杞 刘小草 吴书瑶 李伊琪
- Foley音效：郭礼杞 刘小草 吴书瑶 李伊琪
- ADR录音：刘小草 吴书伟 李伊琪
- 制作联络：刘小草
- 混录：杜笃之 郭礼杞
- 杜比混音录音室：声色盒子有限公司
- 杜比光学：声色盒子有限公司
- 字幕：张惠芳
- 后期翻译：何美瑜 何月华 徐嘉穗
- 宣传：陈玫如 林芝瑜 叶存莉
- 后期财务：张美玲 王佩琪
- 平面艺术助理：柯炳辉
- 视觉艺术助理：王心如
- 数字后期制作：台北影业股份有限公司
- 后期监督：胡仲光
- 档案监督：张宇广
- 档案执行：赖慧娟
- TC过带师：宋义华 吴崇暘
- 底片剪辑师：江妙容 陈翠华
- DI制程总监：胡仲光
- DI技术总监：曲思义
- DI底片扫描至档案：曲思勇
- DI档案系统整合：张宇广 赖慧娟
- Avid Ds 档案编辑：李彰贤 陈建平
- 2D特效师：郑智洪 张怡敏 陈虹如 李羿萱 张文萍
- 数字修复师：黄翰义
- Lustre调光指导：曲思义
- DI输出底片：曲思勇
- 影片调光师：陈美缎
- 行政联络：张允中 苏靖雅 许嘉纯
- 主题曲：周大侠 词: 方文山　曲：周杰伦 演唱人：周杰伦 杜国璋
- 插曲：战舞 词/曲 沈懿 演唱人：沈懿

### 联合摄制
- 视觉效果：视点特艺(北京)数字技术有限公司
- 底片冲印: 台北影业股份有限公司
- 洗印加工: 上海电影技术厂
- 出品：上海电影（集团）公司上海电影制片厂, 台灣长宏影视股份有限公司, 英皇电影（国际）有限公司
- 发行：上海东方影视发行有限责任公司, 中影集团电影发行放映分公司, 华夏电影发行有限责任公司

## 獎項
| 獎項             | 名單   | 結果 |
| ---------------- | ------ | ---- |
| 最佳原創電影歌曲 | 周大俠 | 入圍 |

## 播放時間
| 香港 翡翠台 星期日13:15-15:50節目 | 香港 翡翠台 星期日13:15-15:50節目         | 香港 翡翠台 星期日13:15-15:50節目 |
| --------------------------------- | ----------------------------------------- | --------------------------------- |
|                                   | （道地星期日影院）功夫灌籃 (2018年5月6日) |                                   |
| 不詳                              | 不詳                                      |                                   |